# 白邊真鯊
白边真鲨（学名：Carcharhinus albimarginatus，又名白边鳍白眼蛟），是軟骨魚綱板鰓亞綱真鯊目真鲨的一种，其身形大而细长。分布于印度洋和太平洋的热带海域。它们经常可以在离岸较远的岛屿和珊瑚礁附近被发现。最深可以潜至水下800米。白边真鲨类似于一种更大型鲨鱼：黑尾真鲨（C. amblyrhynchos）。不过可以通过鳍上明显的白边来辨认白边真鲨。其俗名也正是来自于此。白边真鲨最长可以达到3米。
白边真鲨是一个具有侵略性且强壮的捕食者。它捕食许多种硬骨鱼以及鹞鲼，小型鲨鱼和头足类动物。它们在和大小相当的其他真鲨竞争食物时占据优势。较大的白边真鲨在和其他同类的冲突中往往容易受到严重伤害。和真鲨科的其他成员一样，白边真鲨是胎生的。雌性鲨鱼在夏季产下1至11条幼鲨。白边真鲨由于经常主动靠近潜水员而被认为是对人类有潜在危险的。商业捕捞的白边真鲨其肉和鳍可以食用，不过目前世界自然保护联盟还没有足够的数据说明它们的生存状态。

## 命名和生物分类
白边真鲨得名于鳍上的白边。它的学名由德国博物学家Eduard Rüppell命名。他在1837年发表的著作《红海的鱼类》（Fische des Rothen Meeres）中描述了这种鲨鱼，并命名为Carcharias albimarginatus。后来改为现在的Carcharhinus albimarginatus。种名源自于拉丁文的albi意思是"白色"和marginatus意思是附着在边缘上。其模式标本是1960年在红海的穆罕默德角捕获的一条103厘米长的未成年的雄性白边真鲨。基于生物形态学上的相似性，牙齿形状和脊椎特征，Garrick（1982）提出白边真鲨和黑尾真鲨具有最近的亲缘关系。这一解释由Lavery（1992）根据等位基因酶数据得到确证。

## 分布和栖息地
白边真鲨广泛但不连续的分布于热带印度洋和太平洋海域。在西印度洋，它们栖息于从红海到南非的海域，包括马达加斯加，塞舌尔群岛，亚达伯拉群岛，毛里求斯和查戈斯群岛。在西太平洋，它们栖息于从日本以南较远的海域到澳大利亚北部海域，包括台湾，菲律宾，印度尼西亚，新喀里多尼亚，关岛，帕劳，所罗门群岛，马绍尔群岛，菲尼克斯群岛和塔希提岛。在东太平洋，它们栖息于从下加利福尼亚州南部到哥伦比亚的海域，包括科科斯群岛，加拉帕戈斯和雷维利亚希赫多群岛。它们是否也栖息于墨西哥湾和加勒比海海域尚未确定。
白边真鲨生活在30至800米深的大陆架海域的所有水层。它们大多栖息于孤立的海岛和珊瑚礁周围。幼年鲨大多在较浅的水域而成年鲨则生活在较深的水域，两者的深度有一定的重叠。白边真鲨游速很快，但它们始终只在某块区域活动。通常单个或两个一起活动，也有在深水域发现小群的成年雌性。

## 外观和解剖
白边真鲨是一种壮实且具有流线型体形的鲨鱼。它具有长躯体，宽前吻和大眼睛。五对鳃裂较短。上下颚各有12至14排牙齿，软骨结合处还有1至2颗小牙齿。上排牙齿呈宽的斜三角形，其根部附近有粗糙的锯齿边缘；下排牙齿有直立的齿尖和尖锐的锯齿边缘。第一背鳍大且呈三角形，鳍根和胸鳍自由末端平齐或稍稍更靠近头部。两个背鳍间有脊线。胸鳍呈镰刀状，长度占躯体长度的比例较大多数真鲨长。背部呈带青铜光泽的蓝灰色，腹部呈白色。鳍的边缘和顶部呈白色。白边真鲨可以长到3米长，一般长到2.0至2.5米长。最重的纪录为162.2公斤。雌性比雄性体形要大。

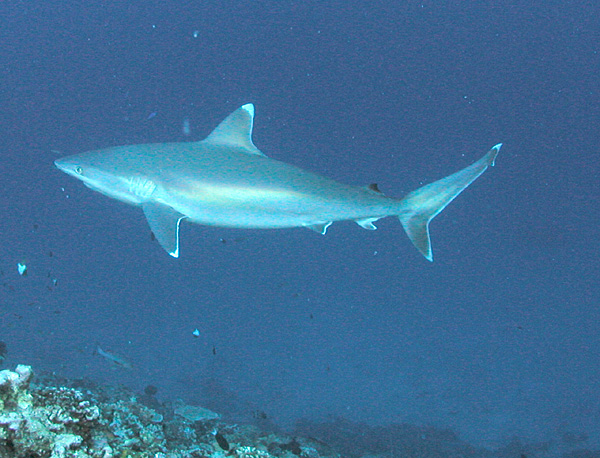
白邊真鯊可藉由牠魚鰭的白邊來辨別。
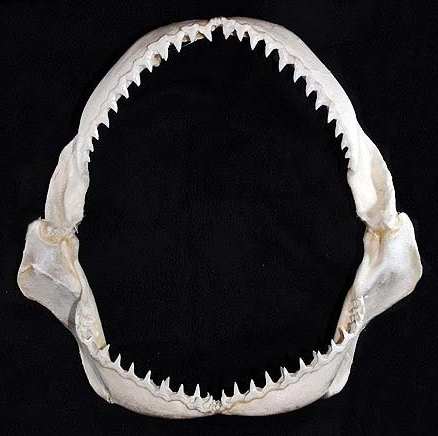
上下頷
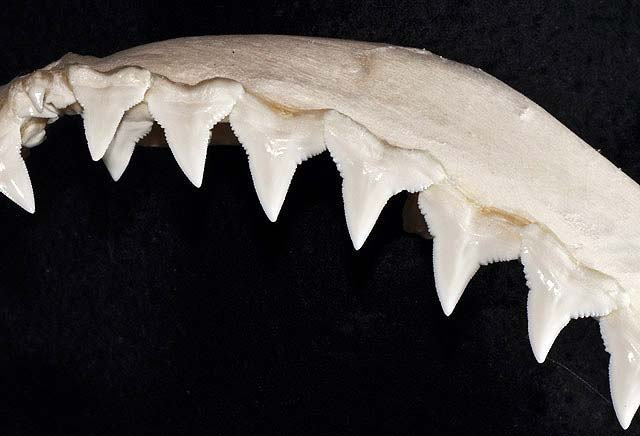
上排牙齒
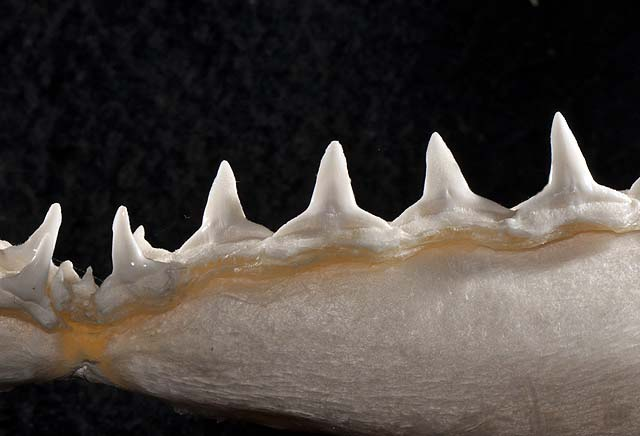
下排牙齒

## 捕食和被捕食
白边真鲨主要捕食深海和中海层的鱼类，包括硬骨鱼如石斑鱼，鲐鱼，金枪鱼，玉梭鱼，发光灯笼鱼，飞鱼，隆头鱼和鳎。有时它们也捕食鹞鲼，小型鲨鱼和章鱼。雖說白邊真鯊是一種大型的鯊魚，但牠們的行動極為敏捷和迅速，可以在珊瑚礁區內來回自由穿梭覓食。上下颚牙齿的不同形状使得它们可以捕食大型猎物，大力的咬住并撕扯。
体形较大的白边真鲨则行动较为懒散而多捕食海底生物。白边真鲨还会游弋在其他正在享受食物的鲨鱼周围并不时地分一杯羹。
白边真鲨对其同类极具侵略性，因而常常带有严重的伤害。它们在和相当大小的直翅真鲨 (C. galapagensis)和黑边真鲨 (C. limbatus)争夺猎物时占据优势。白边真鲨和黑尾真鲨有时可以组成混种部队发动攻击。有观察发现纺缍鰤 (Elagatis bipinnulata)利用和白边真鲨粗糙的表皮发生摩擦来刮掉自身的寄生物。白边真鲨有时在开放海域会跟随海洋哺乳动物如宽吻海豚，而它们自身会被舟鰤(Naucrates ductor)跟随。

## 繁殖和生长发育
和其他真鲨一样，白边真鲨是胎生的。在胚胎的发育把卵黄消耗殆尽时，空的卵黄囊发育成一个连接胎盘的通道以接受母体提供的营养。在南半球，交配和受精都发生在夏天。在求爱期，雄性鲨鱼会咬住雌性鲨鱼以便完成交配；交配后雌性鲨鱼的第一背鳍尖可能会被咬掉。雌性鲨鱼一年后会产下1至11（通常是5至6）条幼鲨。新生鲨有63至68厘米长。野生环境下它们的生长速度差异很大：Kato和Hernandez（1967）报道说年轻的白边真鲨平均每年可以长3.8厘米（身长的5.3%），可有的个体却可以以每年20.8厘米（身长的30.1%）的速度生长，还有的个体仅呈现负生长。雄性鲨鱼在身长约1.6至1.8米时性成熟，而雌性鲨鱼在身长1.6之2.0米时性成熟。

## 与人类的接触
白边真鲨对由于好奇而随意地接近它的人类有潜在的威胁，特别是在带有食物的情况下。通常情况下，当潜水员刚刚潜入水中时，白边真鲨会立刻从深水域游上来注视着潜水员。这恐怕会给潜水员带来令人难以释去的恐惧，因为这些鲨鱼可能离他们很近。这些鲨鱼还会环绕潜水员游弋。。在一次诱饵试验中，一条大的白边真鲨将穿着潜水装备的假人的一条腿撕了下来，这表明白边真鲨可以对人类造成致命的伤害。2008年，国际鲨鱼攻击档案记录了四起白边真鲨攻击事故，幸好没有一起是很严重的。 这种鲨鱼还会由于某种人造的低频声音而接近船只。
白边真鲨可以由专门捕获或者是作为刺网和延绳钓的副渔获物，商业的或者个人的都有。由于它们繁殖速度较慢且倾向于生活在固定海域，对它们的捕获可能造成过度捕捞，目前确实有些区域的数量已变得稀少了。白边真鲨的鰭可製成魚翅，皮可製成皮革，肝可加工製成維他命藥品及油，其他剩下的部分則可製成魚粉
。由於牠們捕獵後整個身體的所有部分都能被人類加以食用和使用，因此牠們的經濟價值極高。由於其繁殖速度緩慢且傾向於停留在特定區域，該物種很容易受到過度捕撈的影響。據信，這種魚已被澳大利亞北部斯科特礁的印度尼西亞手工漁民消滅，並且在其分佈範圍的許多其他地區可能變得罕見。因此，國際自然保護聯盟將白邊真鯊評估為易危物種。。
和黑尾真鲨类似，白边真鲨有时在受到潜水员惊扰时会表现出攻击威胁，表明它可能要采取攻击了。威胁表现为鲨鱼加速游离约15米，然后转身，放低胸鳍，张开大嘴，降低后三分之二个身段并且抖动。后两个表现是特征的，抖动可能是为了显示其白色鳍边。如果此时潜水员不动，那么白边真鲨将快速接近并用上排牙齿咬击。当然，在一般的情況下，若白邊真鯊感受不到自己受到威脅的話，牠們並不會主動去攻擊人類。

## 扩展阅读
維基物種上的相關：白邊真鯊